# ماساکازو کامیمورا
ماساکازو کامیمورا (انگلیسی: Masakazu Kamimura؛ زادهٔ ۲ اکتبر ۱۹۶۰) کشتی‌گیر اهل ژاپن بود.